# Рокканкур (Ивелин)
Рокканку́р (фр. Rocquencourt) — коммуна во Франции, находится в регионе Иль-де-Франс. Департамент коммуны — Ивелин. Входит в состав кантона Ле-Шене.
Код INSEE коммуны — 78524.
Коммуна расположена примерно в 18 км к западу от Парижа и 4 км к юго-западу от Версаля.
Рокканкур широко известен как местоположение исследовательского подразделения INRIA (в Domaine de Voluceau, ранее Camp Voluceau, используемый ВГК), а также станцию автострады, известную как Рокканкуртский треугольник (triangle de Rocquencourt), которая часто упоминается в новостях торговли.
На территории коммуны Роканкур расположен французский государственный дендрарий Шеврелу́, являющийся частью парижского Музея естественной истории.